# Budapest Quartet
Das Budapest Quartet (ungarisch Budapest vonósnégyes) war ein Streichquartett, das in wechselnder Besetzung in der Zeit von 1917 bis 1967 existierte und zu den bekanntesten Kammermusikensembles zu seiner Zeit zählte. Die erste Besetzung bestand aus den Ungarn Emil Hauser, Imre Pogányi, István Ipolyi und dem Niederländer Harry Son, die an der Budapester Oper wirkten. Später kamen auch Russen und Ukrainer zum Quartett hinzu. Gegründet wurde es 1917 in Budapest. Das Ensemble debütierte mit seinem ersten Konzert im selben Jahr in Kolozsvár. Es folgten ab 1920 internationale Tourneen durch mehrere Kontinente. Im Jahr 1938 übersiedelte das Quartett wegen der angespannten Lage in Europa in die USA, wo es bis 1962 an der Library of Congress in Washington, D. C. seinen Sitz hatte. Das ehemalige Mitglied Harry Son und seine Ehefrau Marianne wurden 1942 in Amsterdam verhaftet und im KZ Auschwitz ermordet. In den 1940er Jahren kam es zu einer Zusammenarbeit mit dem aus Ungarn stammenden Dirigenten George Szell vom Cleveland Orchestra, der das Quartett am Klavier begleitete. 1967 löste sich das Quartett auf.
Bekannt wurde das Quartett für seine warmen, ausdrucksvollen Interpretationen, die von der Klassik bis zur zeitgenössischen Musik wie Zoltán Kodály und Béla Bartók reichten. Es zählte zu den erfolgreichsten Streichquartetten jener Zeit. Einen Namen machte sich das Quartett auch durch die Einspielung der Kammermusikwerke Beethovens. Das Quartett stand über 30 Jahre bei Columbia Records unter Vertrag.

## Mitglieder
Erste Violine:
- Emil Hauser (1917–1932)
- Josef Roismann (1932–1967)

Zweite Violine:
- Alfred Indig (1917–1920)
- Imre Pogány (1920–1927)
- Josef Roismann (1927–1932)
- Alexander Schneider (1932–1944 und 1955–1967)
- Edgar Ortenberg (1944–1949)
- Jac Gorodetzky (1949–1955)

Bratsche:
- István Ipolyi (1917–1936)
- Boris Kroyt (1936–1967)

Violoncello:
- Harry Son (geboren als Henri Mozes Son) (1917–1930)
- Mischa Schneider (1930–1967)